# 鈴木XL7
鈴木XL7（日语：スズキ・XL7）乃是日本鈴木公司於1998年至2009年間開發製造的中型SUV。

## 歷史及概要
關於第一代，日本稱作鈴木Grand Escudo，北美洲]]和智利市場稱作鈴木XL-7，歐洲及臺灣市場則為鈴木Grand Vitara XL-7。到了2006年第二代上市，則改稱鈴木XL7。

### 第一代（1998年-2006年）
1998年 - 以1997年發售的第二代Escudo作為基礎，修改成3排座位、可供7人搭乘的SUV；但是也有2排5人的設定。動力心臟為2.7L V型六缸DOHC H27A型引擎，但印尼市場則搭載2.5L V型六缸DOHC H25A型引擎。在日本可選擇四速自排或五速手排的變速系統，不過美國市場卻罕見地只有五速手排單一選擇。
2001年 - 臺灣金鈴汽車於8月13日正式引進Grand Vitara XL-7，搭載2.7L V型六缸DOHC H27A型引擎，馬力表現為173ps / 6,000rpm，扭力表現則是23.5kg·m / 3,300rpm。座椅排列採取2-3-2方式，共可乘坐7人。
2002年 - 1月9日推出由著名時裝設計師山本寬齋針對外型與內裝重新設計的「KANSAI」特別式樣車。座椅皮革、方向盤、排檔桿等處皆換上山本設計的樣式，中控台及車門飾板也以木紋處理，並且換裝2DIN CD/MD音響。同年6月25日與製造運動用品的挪威商荷力韓森合作推出「Helly Hansen Limited」，限量500部。外觀方面含有重新設計的前後保險桿、前霧燈、車側踏板、車尾備胎罩殼等配備，內裝則以黑色皮革為主，另有CD/MD音響系統及專用喇叭。
2004年 - 5月在日本當地發售「Grand Escudo L-Edition」特仕車，具有人工皮革、真皮交錯的座椅、黑色木紋飾板等內裝配備。

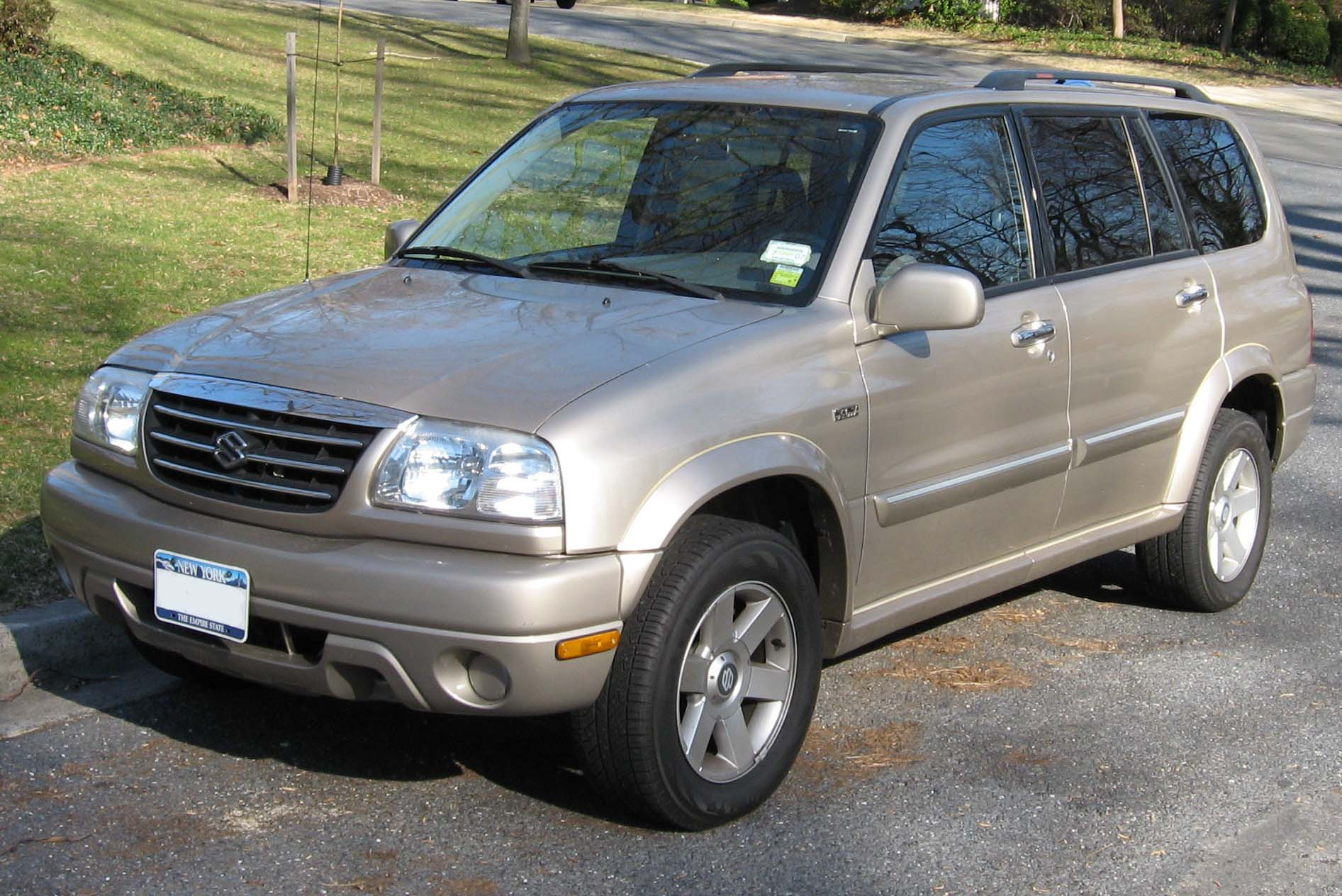
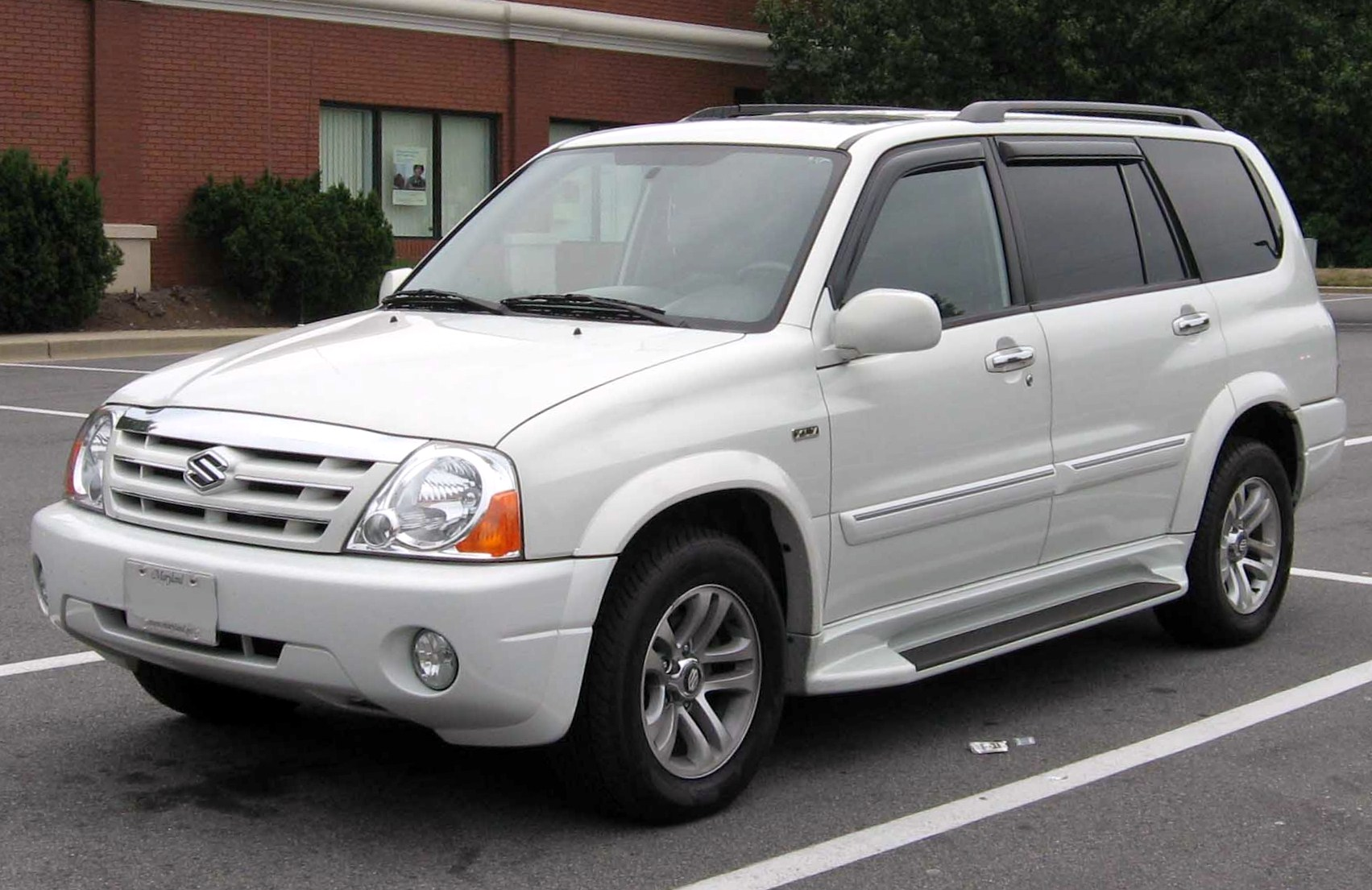
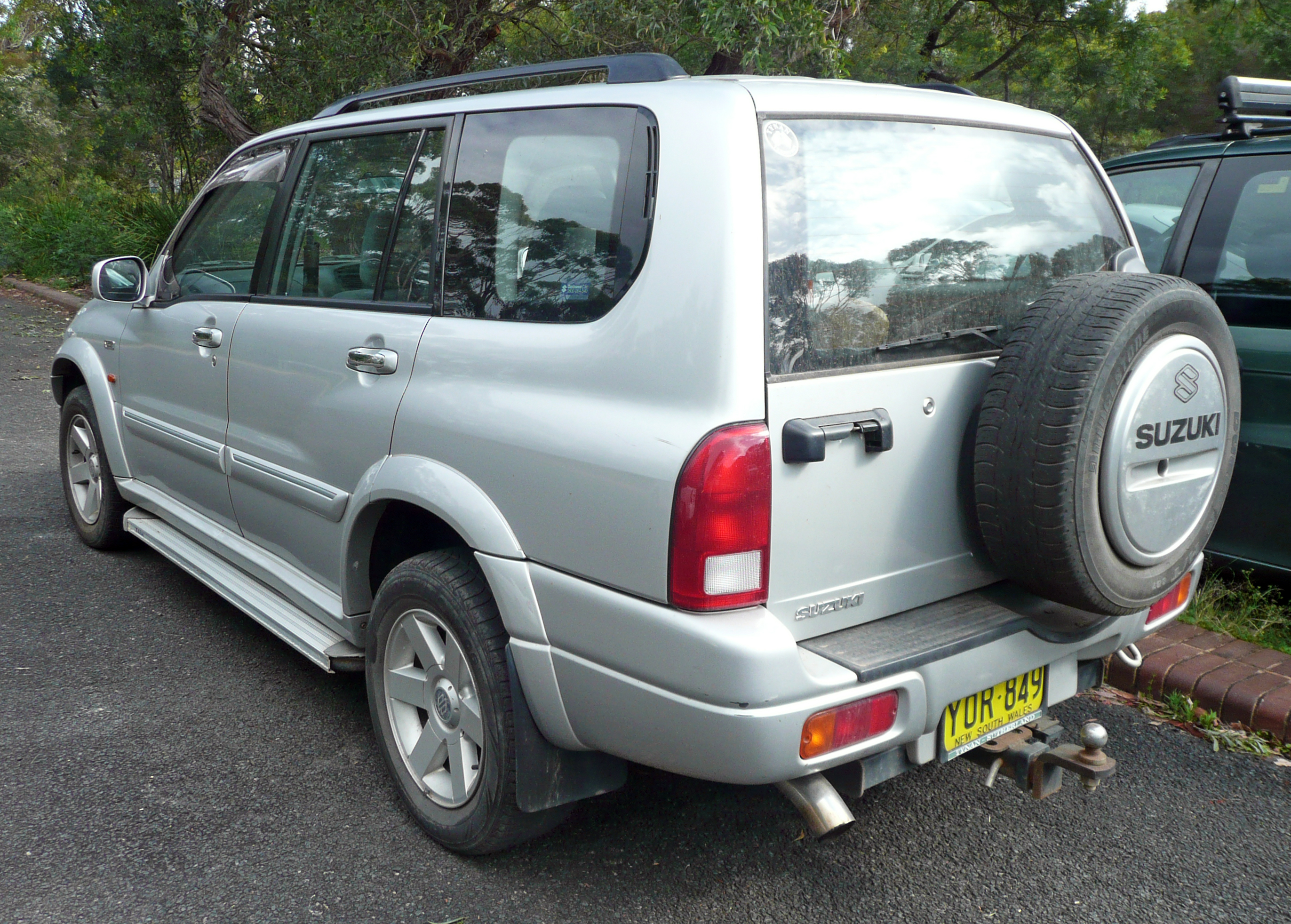
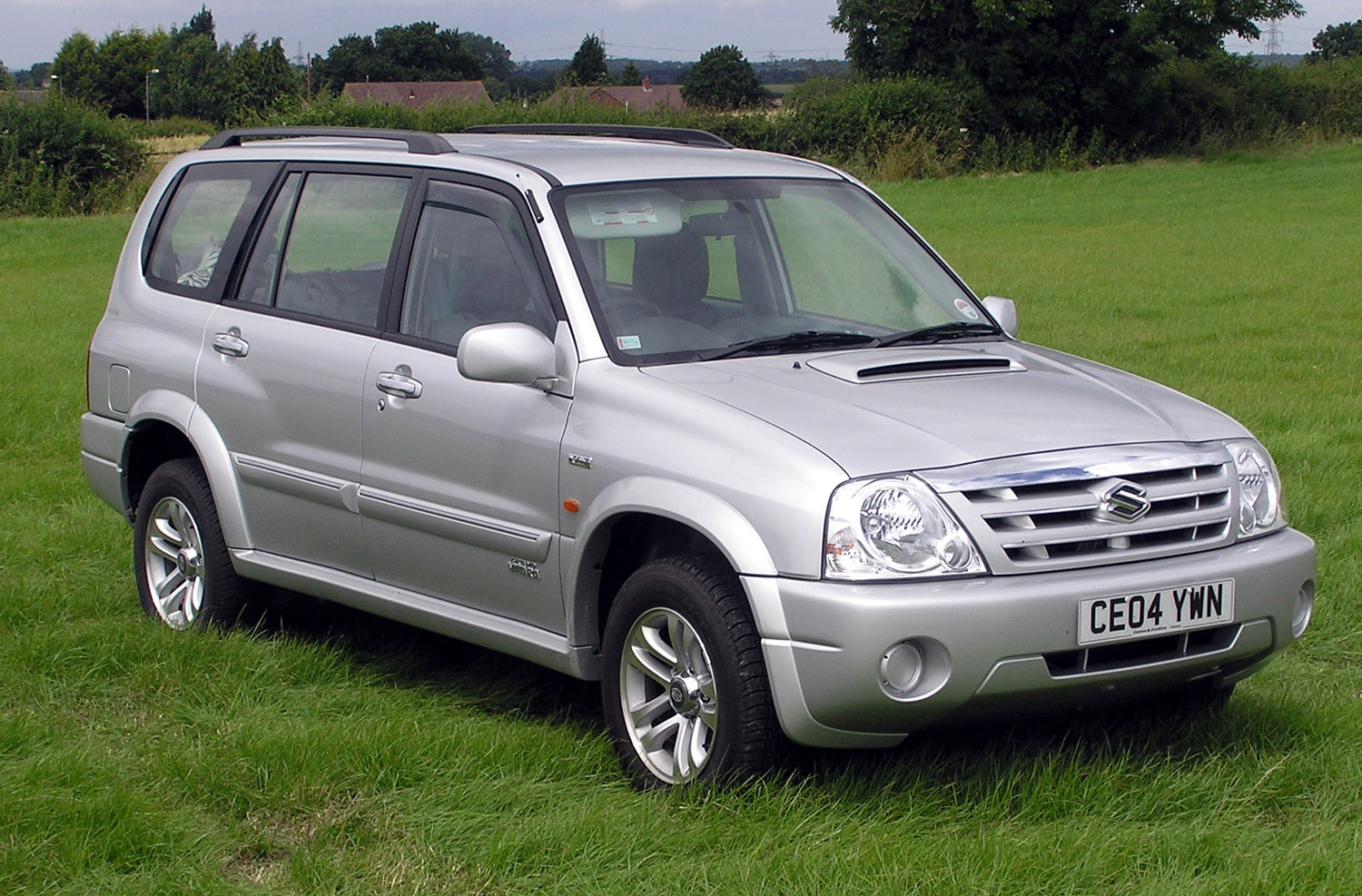
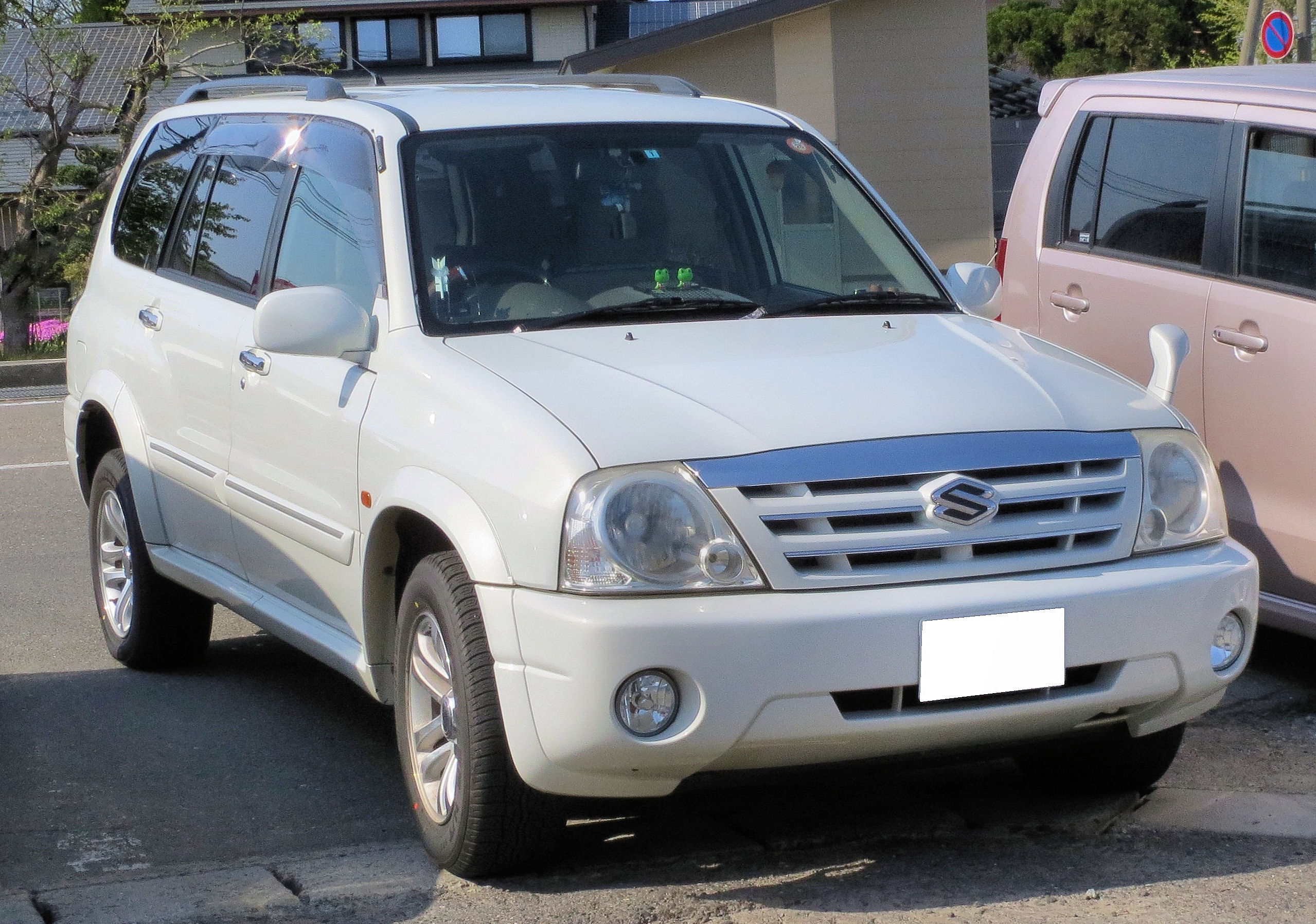
Grand Escudo L-Edition車頭
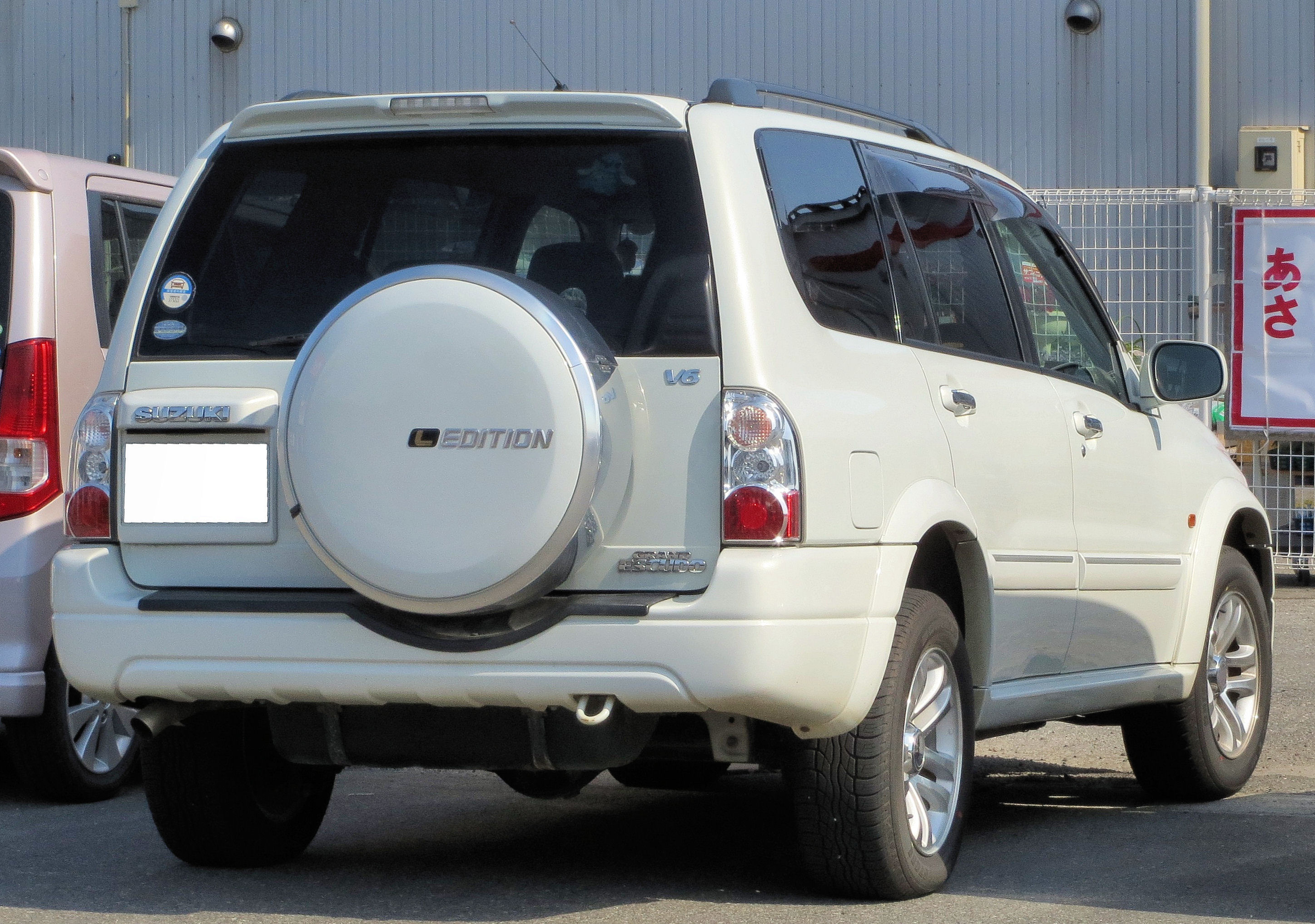
Grand Escudo L-Edition車尾

### 第二代（2006年-2009年）
2005年 - 鈴木公司在底特律車展公開概念車「ConceptX」，翌年紐約車展便展出下一代的XL7。因為鈴木公司與美國汽車巨擘通用汽車的合作關係，這部車採用後者開發的Theta平台（內部代號GMT193）、搭載3.6L V型六缸DOHC N36A型引擎。此具引擎實質上為通用High Feature族引擎，由通用授權給靜岡縣牧之原市的相良工廠製造，再運送到加拿大安大略省的CAMI汽車公司組裝。也因如此，這部車裡有許多元件與雪佛蘭Equinox、龐蒂克Torrent、釷星Vue、歐寶Antara等車款共用。為了符合美國人的體型，整部車的尺碼放大，且僅限北美洲市場販售，並未回銷日本。
2008年 - 受到金融風暴的衝擊影響，加上汽油價格節節攀升，比較耗油的SUV賣得不甚理想，該年11月傳出原廠停止生產XL7的消息。翌年12月通用將鈴木持有的CAMI汽車之股權全數購回，納為子公司，間接宣告XL7重新生產的可能性為零。

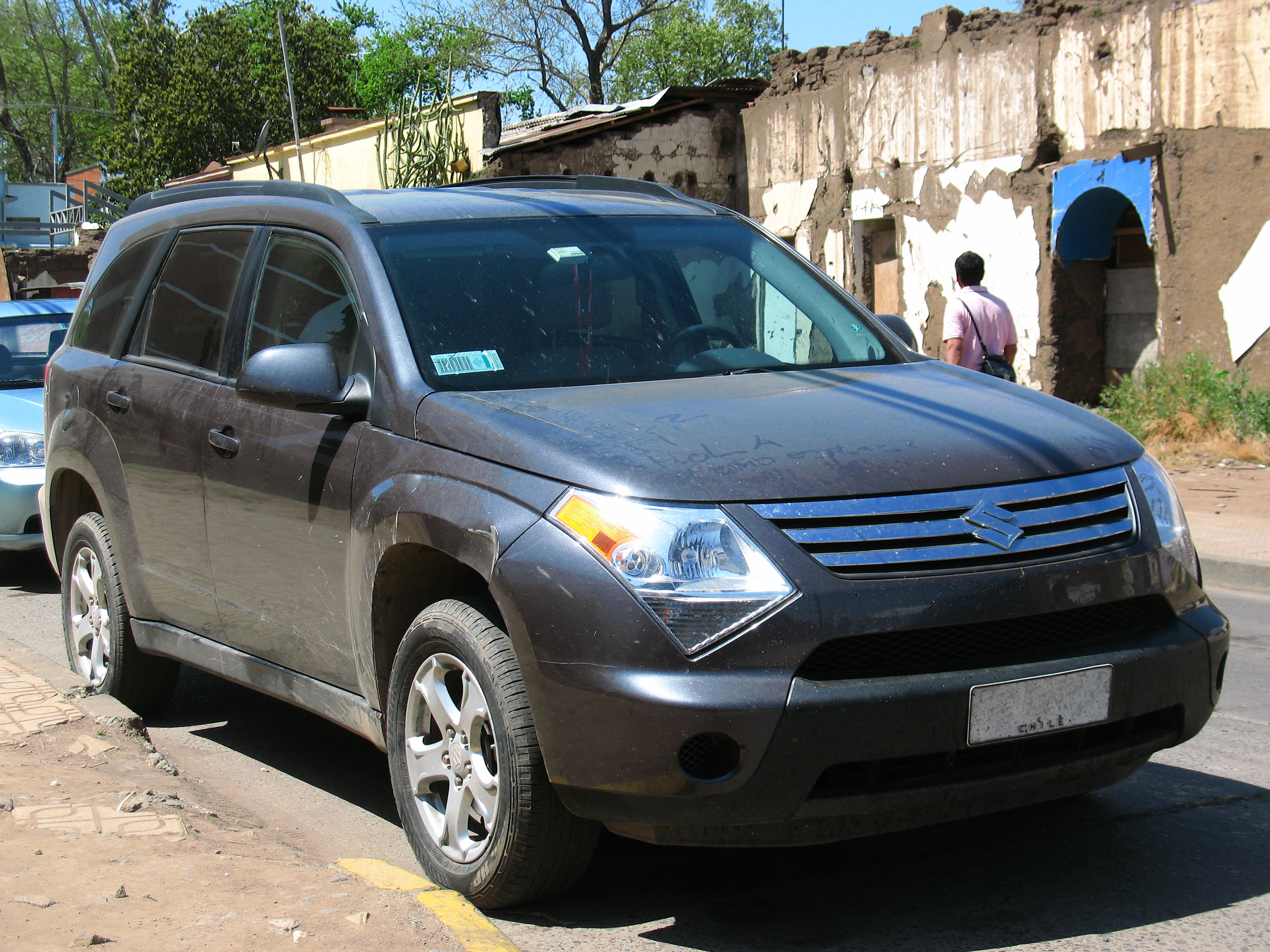
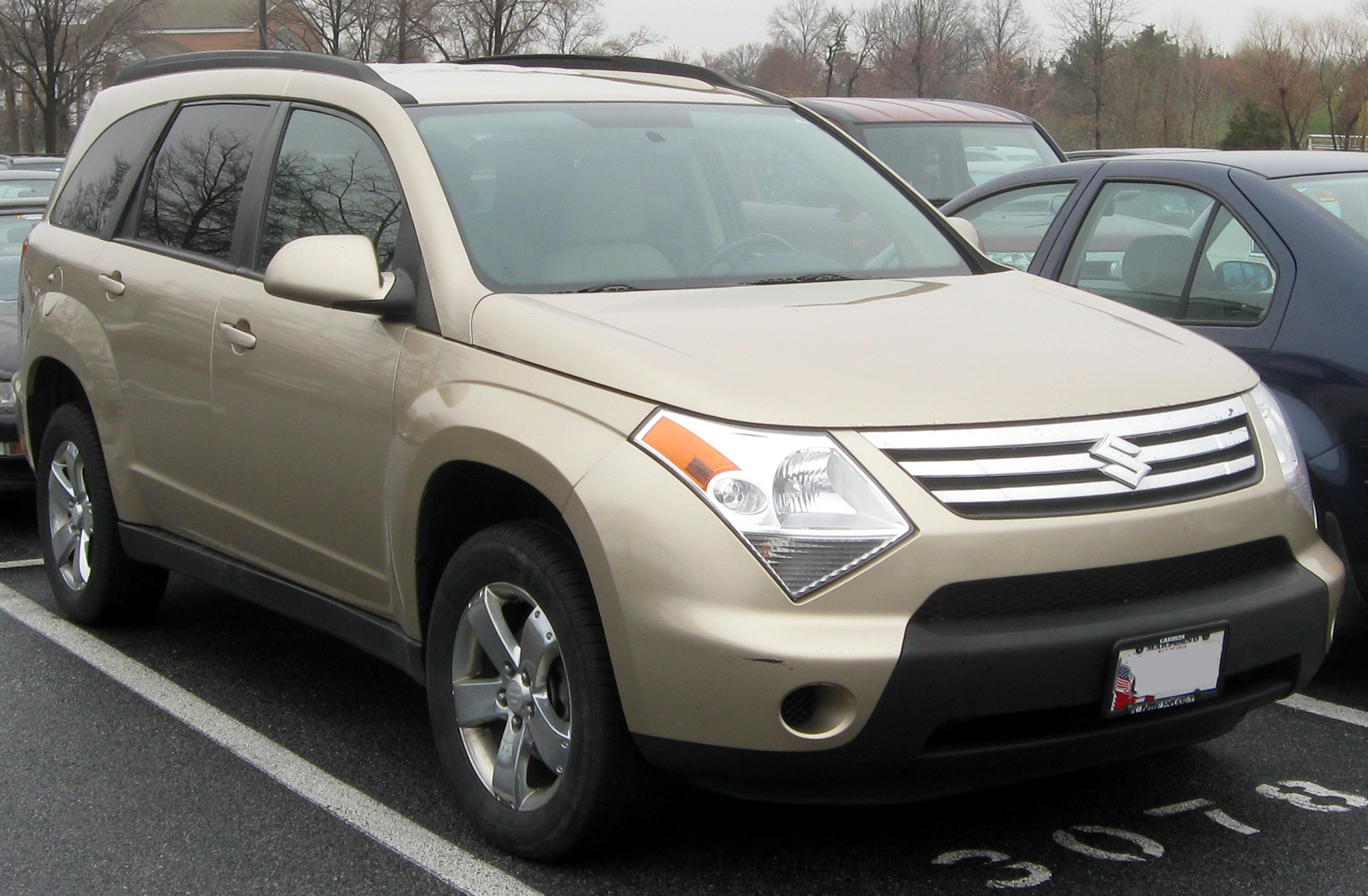
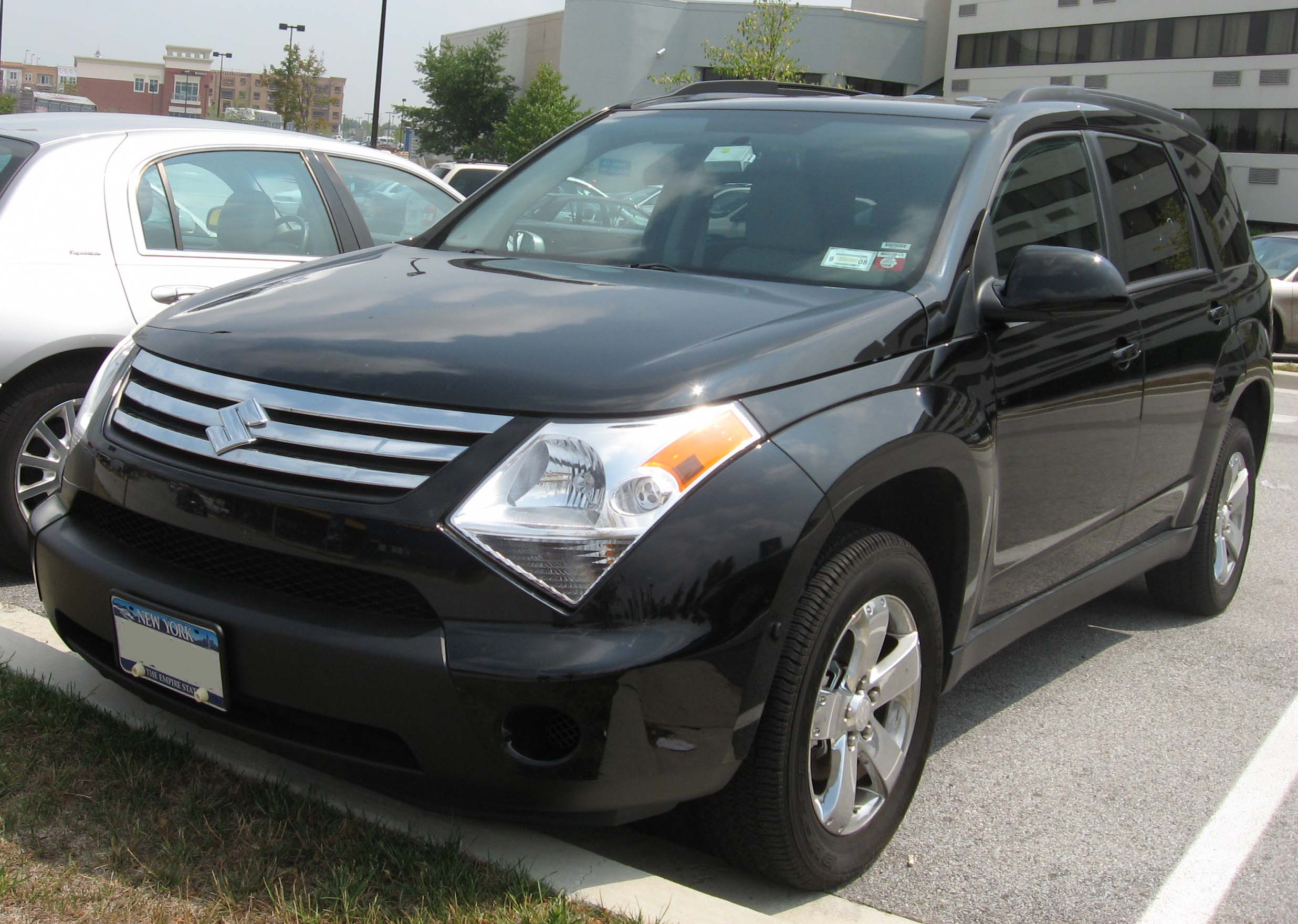
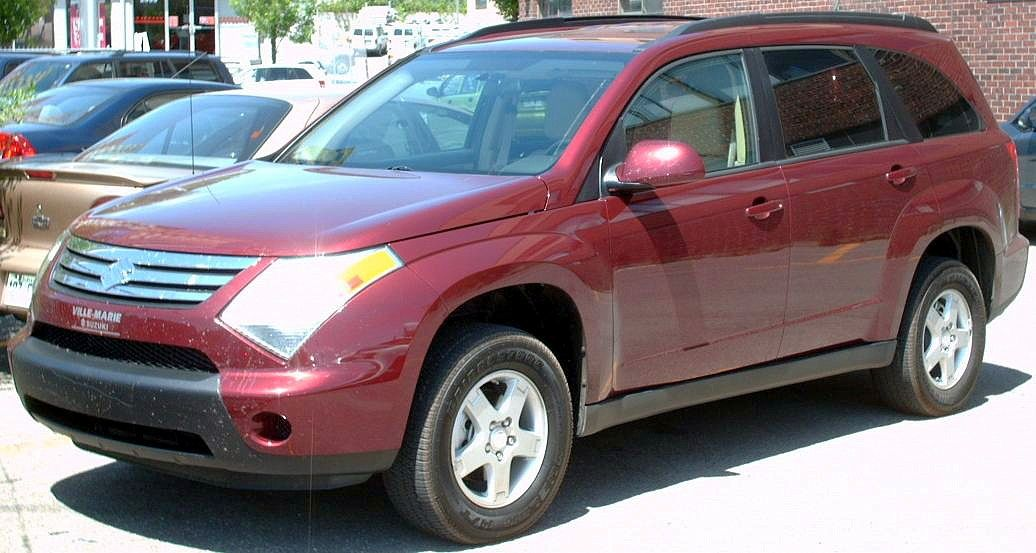
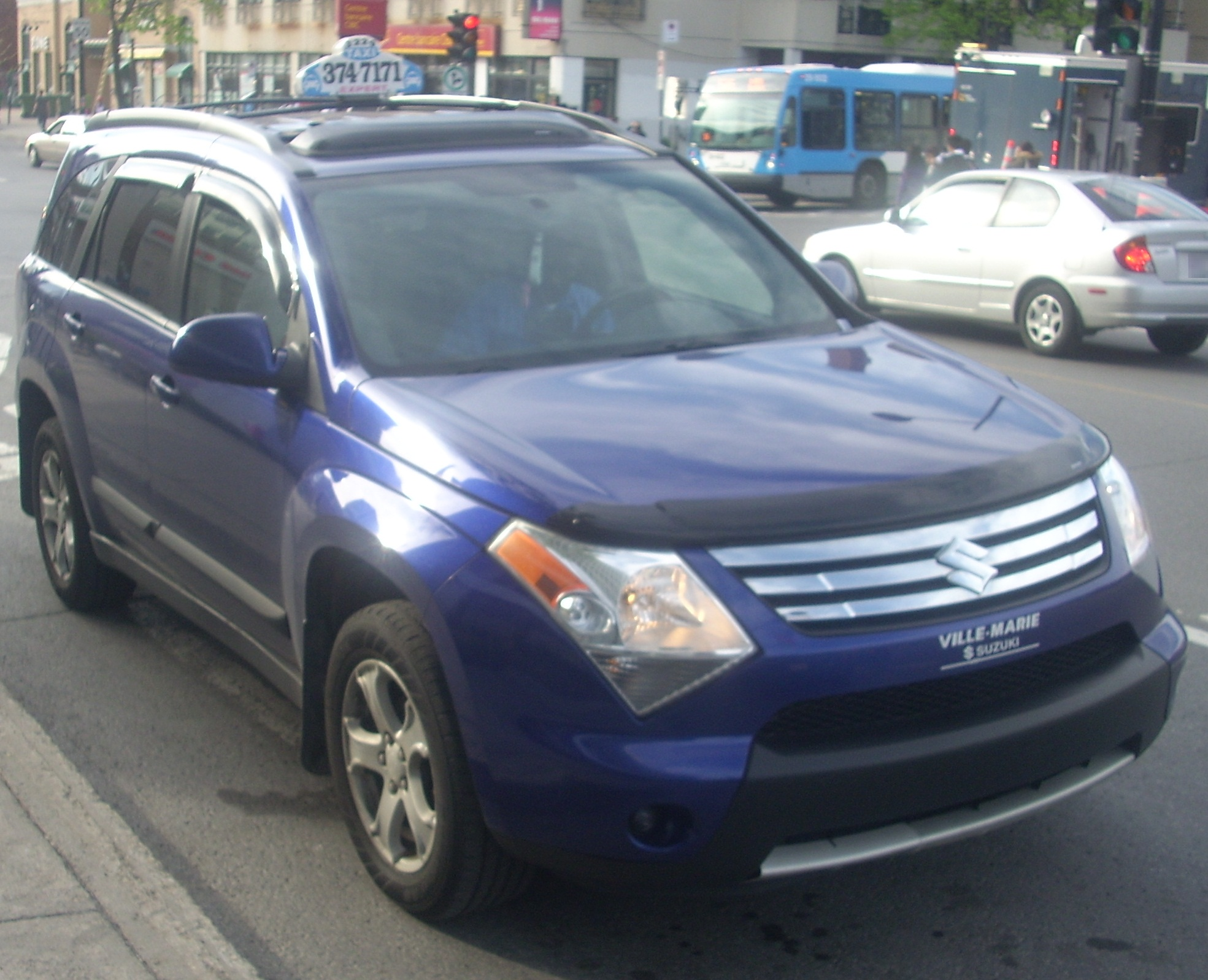
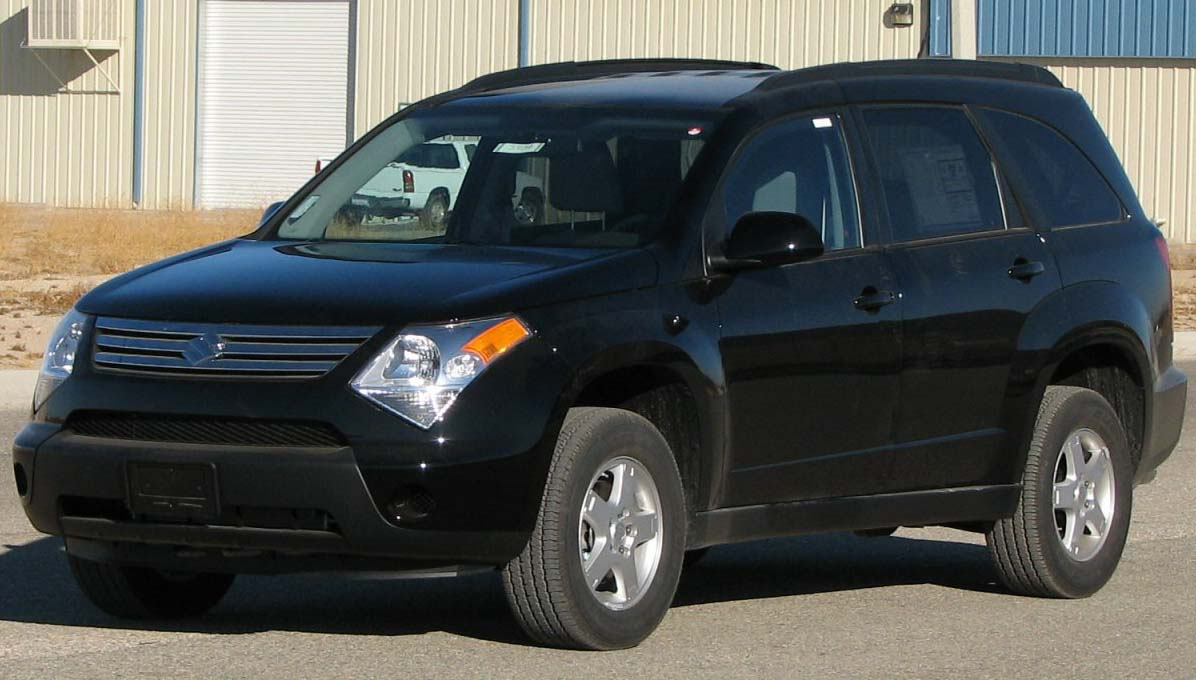

#### 競速賽事
這部為了參加美國派克峰國際爬山賽而特別打造的特製賽車，設計者與賽車手皆為田嶋伸博。動力心臟為特製的3,564c.c.水冷式V型6缸DOHC N36A型引擎，在雙渦輪增壓器的加持下，可輸出1,007ps / 6,500rpm的最大馬力和102.0kg-m / 6,250rpm的扭力峰值。為了輕量化，底盤車架以中空管打造，車體總重量刻意壓低至1,100公斤。2007年7月21日田嶋以10分1秒408的記錄打破洛·米蘭（Rod Millen）於1994年創下的舊記錄10分4秒06。

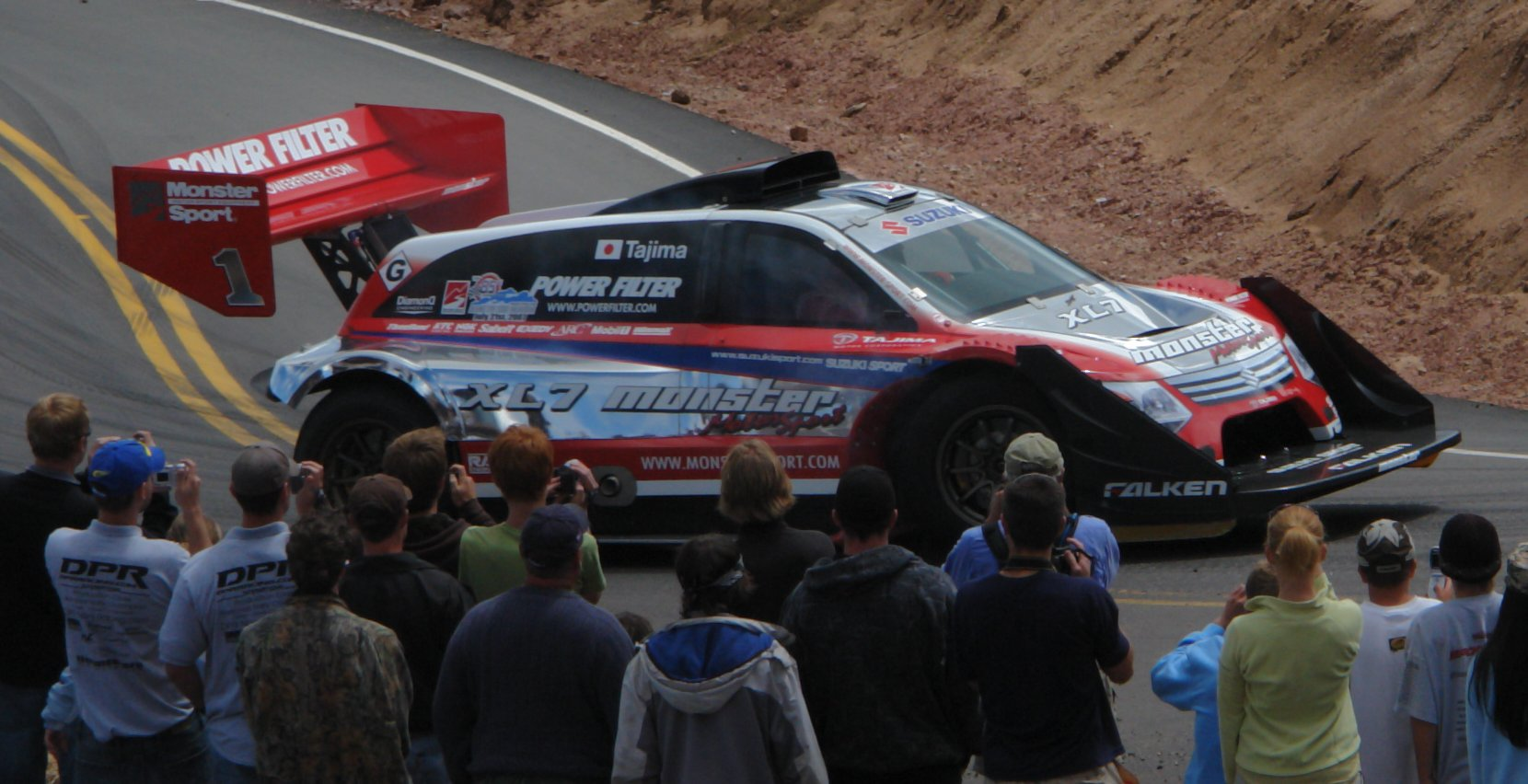
過彎貌

## 內部連結
- 鈴木Escudo
- 鈴木Grand Escudo

## 外部連結
- （日語）Suzuki 4WD History （页面存档备份，存于）